# Pa Bon
Pa Bon (em tailandês: อำเภอป่าบอน) é um distrito da província de Phatthalung, no sul da Tailândia. É um dos 11 distritos que compõem a província. Sua população, de acordo com dados de 2012, era de 46 555 habitantes, e sua área territorial é de 380,84 km².